# Сухов, Сергей Михайлович
Серге́й Миха́йлович Су́хов (17 ноября 1965, Москва) — советский и российский футболист, нападающий.

## Карьера
Воспитанник СДЮШОР «Динамо» (Москва).
В 1984—1985 годах выступал за дубль ярославского «Шинника», затем играл в командах 1 зоны второй лиги «Сатурн» Андропов (1986—1988), «Динамо-2» Москва (1989), «Арсенал» Тула (1989). Во второй половине 1989 года сыграл 6 игр и забил 4 гола за дубль московского «Спартака».
В 1990 году выступал в первой лиге за московский «Локомотив» — 35 игр, 11 мячей в первенстве, 1 игра в переходном турнире. 4 матча в Кубке, 3 гола.
В начале сезона-1991 перешёл в грозненский «Терек» из второй лиги — 40 игр, 11 мячей.
В 1992 году единственный раз сыграл на высшем уровне — провёл 9 игр и забил 4 мяча в составе волгоградского «Ротора»; 9 апреля оформил второй хет-трик в истории российских чемпионатов — в ворота «Зенита». Позже выступал за команды низших лиг и любительские клубы «Виктор-Авангард Коломна» (1992—1993, 1996), «Спартак» Щёлково (1994, 1996), «Гигант» Воскресенск (1997), "Истра" Истра (1998), «Метеор» Жуковский (1999—2001).

## Достижения
- Финалист Кубка СССР 1990
- Мастер спорта СССР  по  футболу
- Чемпион России среди команд КФК 1997
- Мастер спорта России по футболу